# Karen Seyfarth
Karen Seyfarth ist eine deutsche Spieleautorin, die gemeinsam mit ihrem Mann Andreas Seyfarth mehrere Spiele konstruierte. Ihr gemeinsam entwickeltes Spiel Thurn und Taxis wurde 2006 als Spiel des Jahres ausgezeichnet.

## Biografie
Karen Seyfarth lernte 1979 ihren späteren Ehemann Andreas kennen, den sie 1988 heiratete. Gemeinsam mit ihm entwickelte sie 1991 das Kartenspiel Max und Moritz, das von Schmidt Spiele veröffentlicht wurde. Bei weiteren Spielen ihres Mannes wirkte sie beratend und als Testspielerin mit und wird entsprechend in der Danksagung benannt, unter anderem bei Manhattan. 2006 brachten sie gemeinsam das Spiel Thurn und Taxis heraus, das den Titel für das Spiel des Jahres gewann. Hierauf folgten 2007 die Erweiterungen Thurn und Taxis – Glanz und Gloria und Thurn und Taxis – Alle Wege führen nach Rom (beide zusammen mit ihrem Mann).

## Spiele (Auswahl)
- Max und Moritz, 1991 (mit Andreas Seyfarth)
- Die Schöne und das Biest, 1993
- Thurn und Taxis, Spiel des Jahres 2006 (mit Andreas Seyfarth)
- Thurn und Taxis – Glanz und Gloria, 2007 (mit Andreas Seyfarth)
- Thurn und Taxis – Alle Wege führen nach Rom, 2007 (mit Andreas Seyfarth)

## Auszeichnungen
- Spiel des Jahres
  - 2006 für Thurn und Taxis[3]

## Belege
1. ↑  Interviews by an Optimist #87 - Andreas Seyfarth (Memento vom 3. Mai 2006 im Internet Archive); abgerufen am 9. Januar 2017.
2. ↑  Manhattan, Spielanleitung (pdf); abgerufen am 8. Januar 2017.
3. 1 2  Thurn und Taxis auf den Seiten des Spiel des Jahres e.V.; abgerufen am 9. Januar 2017.